# Santuario di Santa Maria della Neve di Quadalto
Il santuario di Santa Maria della Neve di Quadalto si trova nel comune di Palazzuolo sul Senio.
Nel 1459, nel luogo in cui si trovava un pilastro con un'immagine della Madonna, fu eretto un piccolo oratorio, che tra il 1630 e il 1639 assunse le dimensioni della chiesa attuale. Tra la fine del XVII e gli inizi del XVIII secolo l'edificio subì ulteriori lavori di trasformazione.

## Descrizione
All'interno della chiesa, diviso in tre navate, sono conservati l'immagine della Madonna col Bambino, ritenuta taumaturgica, opera fiorentina della fine del XV secolo e un dipinto di ambito emiliano della fine del Seicento raffigurante Sant'Apollonia con Sant'Agata e Santa Lucia. Da segnalare anche le cancellate in ferro battuto, realizzate da Dino Chini, che chiudono il coro, presso il quale trova posto un organo settecentesco.
Accanto alla chiesa è il convento, eretto a partire dal 1744 e tenuto dall'Ordine francescano delle Ancelle di Maria. Il santuario è stato restaurato dopo i terremoti del 1919 e del 1931.